# Třída Ardent
Třída Ardent byla třída torpédoborců Britského královského námořnictva. Celkem byly postaveny tři jednotky této třídy. Ve službě byly v letech 1895–1918.
Třída Ardent představovala jednu ze sedmnácti podtříd raných britských torpédoborců od různých výrobců, které jsou souhrnně označovány jako třída A. Torpédoborce třídy A neměly jednotný design, ale důraz byl u nich kladen na jednotnou rychlost (u prvních tří podtříd 26 uzlů a u zbývajících čtrnácti podtříd 27 uzlů). Třída Ardent patřila do druhé skupiny označováné jako „27-knotters“.

## Stavba
Celkem bylo postaveny tři jednotky této třídy. Konstrukčně navazovaly na třídu Daring. Oproti dřívějším třídám měly výzbroj posílenu o dva další 57mm kanóny a nenesly příďový torpédomet. Jejich stavbu zajistila loděnice John I. Thornycroft & Company v Chiswicku. Do služby byly torpédoborce přijaty roku 1895.
Jednotky třídy Ardent:
| Jméno       | Založení kýlu | Spuštěn            | Vstup do služby | Osud                                                                                    |
| ----------- | ------------- | ------------------ | --------------- | --------------------------------------------------------------------------------------- |
| HMS Ardent  | prosinec 1893 | 16. října 1894     | duben 1895      | Vyřazen 1911.                                                                           |
| HMS Boxer   | březen 1894   | 28. listopadu 1894 | červen 1895     | Dne 8. února 1918 se potopil v Lamanšském průlivu po srážce s plavidlem SS St. Patrick. |
| HMS Bruizer | duben 1894    | 27. února 1895     | červen 1895     | Vyřazen 1914.                                                                           |

## Konstrukce

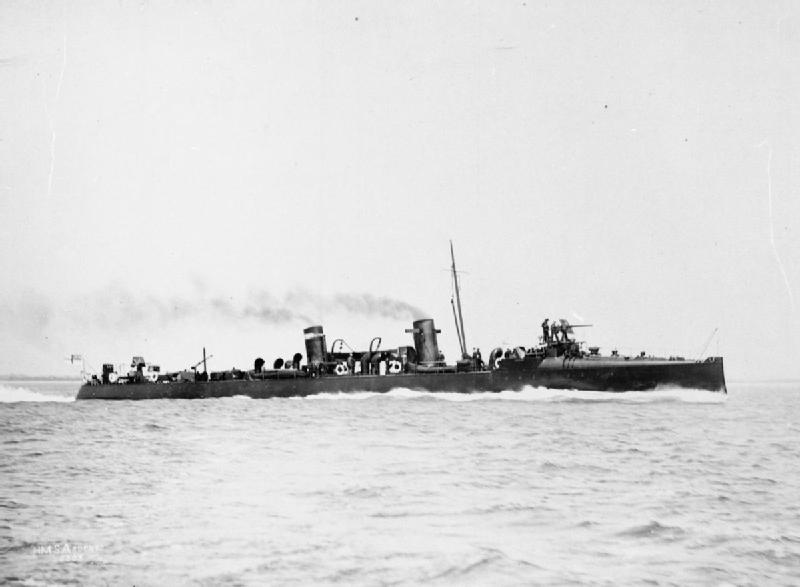
HMS Ardent

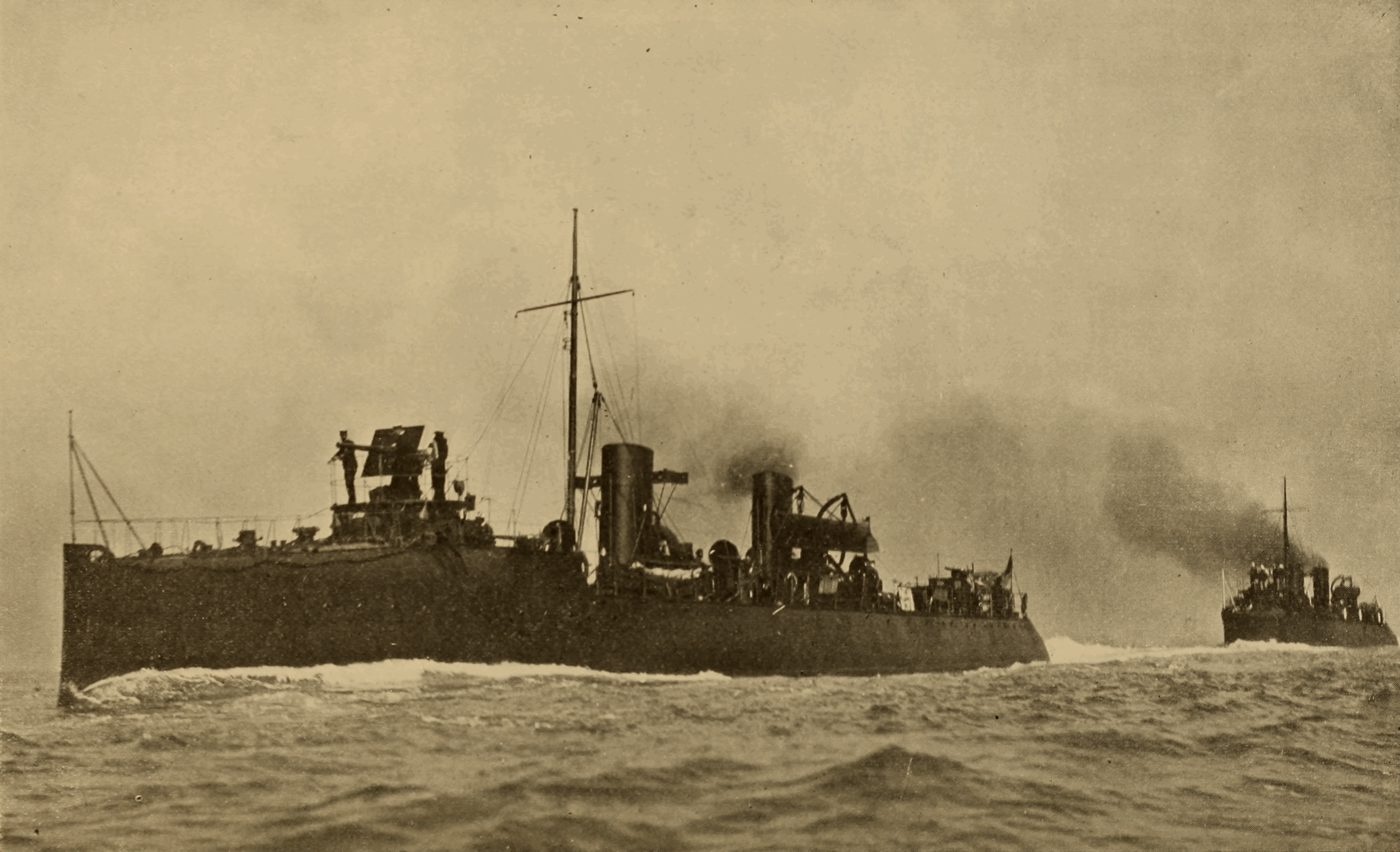
HMS Ardent

Výzbroj představoval jeden 76mm kanón, pět 57mm kanónů a dva jednohlavňové 457mm torpédomet. Celkem byla nesena čtyři torpéda. Pohonný systém torpédoborce tvořily tři kotle Thornycroft a dva tříválcové parní stroje s trojnásobnou expanzí o výkonu 4500 hp (Boxer 4200 hp), roztáčející dva lodní šrouby. Spaliny odváděly dva komíny. Nejvyšší rychlost dosahovala 27 uzlů. Dosah byl 865 námořních mil při rychlosti jedenáct uzlů.